# Platanthera fuscescens
Platanthera fuscescens là một loài thực vật có hoa trong họ Lan. Loài này được (L.) Kraenzl. miêu tả khoa học đầu tiên năm 1899.